# 5327 Gertwilkens
5327 Gertwilkens è un asteroide della fascia principale. Scoperto nel 1989, presenta un'orbita caratterizzata da un semiasse maggiore pari a 2,3425954 au e da un'eccentricità di 0,1612177, inclinata di 9,75635° rispetto all'eclittica.